# Rusenii Vechi
Rusenii Vechi – wieś w Rumunii, w okręgu Jassy, w gminie Holboca. W 2011 roku liczyła 651 mieszkańców.